# Мягкотелка цветочная
Мягкотелка цветочная (лат. Cantharis livida) — вид жуков-мягкотелок.

## Описание
Жуки рыжего цвета. Длина тела взрослых насекомых 10—13,5 мм. Темя с чёрными пятнами. Задние голени и часто вершины задних бёдер чёрные. Волоски на надкрыльях короткие, прилегающие.

## Распространение
Вид встречается по всей Европе, в Турции, на Кавказе (Грузия, Азербайджан), в Западной Сибири и Средней Азии.